# Bijelo Brdo (Rudo)
Pour les articles homonymes, voir Bijelo Brdo.
Bijelo Brdo (en serbe cyrillique : Бијело Брдо) est un village de Bosnie-Herzégovine. Il est situé dans la municipalité de Rudo et dans la république serbe de Bosnie. Selon les premiers résultats du recensement bosnien de 2013, il compte 75 habitants.

## Démographie

### Évolution historique de la population dans la localité
| 1948 | 1953 | 1961 | 1971 | 1981 | 1991 | 2013 |
| ---- | ---- | ---- | ---- | ---- | ---- | ---- |
| -    | -    | -    | 57   | 52   | 56   | 75   |

|  |

### Répartition de la population par nationalités (1991)
En 1991, les 56 habitants du village étaient tous serbes.

### Communauté locale
En 1991, la communauté locale de Bijelo Brdo comptait 1 213 habitants, répartis de la manière suivante.